# 13117 Pondicherry
13117 Pondicherry è un asteroide della fascia principale. Scoperto nel 1993, presenta un'orbita caratterizzata da un semiasse maggiore pari a 2,9760003 UA e da un'eccentricità di 0,0552545, inclinata di 9,86001° rispetto all'eclittica.